# Schnaitt (Feldkirchen-Westerham)
Schnaitt ist ein Ortsteil der Gemeinde Feldkirchen-Westerham. Der Weiler liegt auf einer Höhe von 523 m ü. NN im äußersten Nordosten der Gemeinde und hat 10 Einwohner (Stand: 31. Dezember 2004). Etwa 200 Meter nördlich von Schnaitt mündet der Dambach in die Glonn, dort wird Energie gewonnen.